# Каширин, Алексей Иванович
Алексе́й Ива́нович Каши́рин (18 января 1926 года, Насурово, Рязанский район,Рязанская область — 23 января 1945 года, окрестности города Скуодас, Литовская ССР) — младший сержант Рабоче-крестьянской Красной Армии, участник Великой Отечественной войны. 23 января 1945 года закрыл своим телом амбразуру немецкого ДЗОТа. Герой Советского Союза (1945).

## Биография
Родился 18 января 1926 года в деревне Насурово  Рязанского района Рязанской области в крестьянской семье. Окончив школу стал трудиться в колхозе. Осенью 1941 года был эвакуирован на Урал, в город Чебаркуль Челябинской области. После разгрома фашистов под Москвой вернулся на родину, восстанавливал дом.
12 ноября 1943 года призван в Рабоче-крестьянскую Красную Армию Рязанским городским военным комиссариатом. До июля 1944 года находился в запасном полку, где проходил необходимое обучение, затем был направлен на фронт. Каширин попал в 1372-й стрелковый полк 417-й стрелковой дивизии, где был назначен командиром отделения в 7-й стрелковой роте. В декабре 1943 года вступил в ВЛКСМ.
В бою 15 января 1944 года в районе деревни Сили (Латвийская ССР) под сильным огнём после отражения силовой разведки противника пробрался к нейтральной полосе, собрал у погибших немцев документы и 4 автомата, после чего доставил их в штаб. Приказом № 2/н по 1372-му стрелковому полку от 17 января 1944 года награждён медалью «За отвагу».
В августе 1944 года Каширин участвовал в штурме латвийского города Бауска. В центре города был расположен большой каменный дом, в котором засели немецкие солдаты. Каширин одним из первых ворвался в него и, прокладывая себе путь гранатами, вскоре оказался на крыше, где пленил последних 5 солдат противника.
Далее 51-я армия, в состав которой входила 417-я дивизия, была переброшена на Либавское (Лиепайское) направление и передислоцировалась в район литовского города Шяуляй, где вела бои с Курляндской группировкой противника. Утром 23 января 1945 года 1372-й стрелковый полк изготовился для броска на укреплённые немецкие позиции в районе города Скуодас. После артиллерийской подготовки был подан сигнал к атаке, младший сержант Каширин первым поднялся на бруствер окопа и повёл отделение на позиции противника.
Внезапно из тщательно замаскированного немецкого ДЗОТа по советским бойцам был открыт пулемётный огонь; атака захлебнулась. Каширин пополз к огневой точке вперёд по снежному полю, плотнее прижимаясь к земле. Приблизившись к ДЗОТу, он метнул одну за другой две гранаты. На некоторое время огонь прекратился, атака возобновилась, но затем немецкий пулемёт заработал вновь. У Каширина гранат больше не осталось, тогда он поднялся в полный рост и закрыл собой амбразуру огневой точки. Советские бойцы сумели возобновить наступление на позиции противника, к исходу дня удалось полностью выбить немцев из Скуодаса.
Указом Президиума Верховного Совета СССР от 29 июня 1945 года «за образцовое выполнение боевых заданий командования на фронте борьбы с немецко-фашистскими захватчиками и проявленные при этом исключительный героизм и самопожертвование» младшему сержанту Каширину было посмертно присвоено звание Героя Советского Союза.
Тело Каширина было захоронено на воинском кладбище в городе Скуодас.

## Семья
Всего в семье Анны Дмитриевны и Ивана Васильевича Кашириных, проживших в браке около 40 лет, было семеро детей — шесть сыновей (Валентин, Константин, Алексей, Анатолий, Виктор, Сергей) и дочь. Валентин Каширин был призван в РККА в 1940 году, служил в танковых войсках, до этого работал учителем; пропал без вести в боях Великой Отечественной войны (по другим данным — погиб в боях подо Ржевом в 1942 году). Константин Каширин некоторое время служил на флоте, затем в военной разведке, был ранен. Последние годы жизни Анна Дмитриевна Каширина жила в Рязани у младшего сына, Анатолия.

## Награды
- Герой Советского Союза (Указ Президиума Верховного Совета СССР от 29 июня 1945 года, орден Ленина и медаль «Золотая Звезда»; посмертно)[2].
- Медаль «За отвагу» (17 января 1944 года)[3].

## Память
- В городе Чебаркуль Челябинской области, в деревне Насурово Рязанской области и Ужулуобе Скуодасского района установлены памятники Каширину[9][2].
- Имя Каширина носят Опытно-производственное объединение и школа в его родном селе, школа и железнодорожная платформа в Чебаркуле[9]. С 1961 года имя Каширина носит одна из улиц в Рязани[7][10].
- Приказом Министра обороны СССР младший сержант Каширин навечно зачислен в списки личного состава одной из воинских частей Уральского военного округа[11]. В музее части он запечатлён на картине в момент совершения подвига[2].